# Livre de Talbot-Shrewsbury
Le Livre de Talbot-Shrewsbury est un manuscrit enluminé réalisé à Rouen par le Maître de Talbot vers 1445. Il est offert par le connétable John Talbot à la princesse Marguerite d'Anjou à l'occasion de son mariage avec Henri VI. Ce livre contient une quinzaine de textes en français, dont des chansons de geste, des épopées chevaleresques ainsi que les statuts de l'ordre de la Jarretière. Il est actuellement conservé à la British Library (Royal MS 15 E VI).

## Textes
Deux grands rois, Alexandre le Grand et Charlemagne, sont évoqués dans les six premiers textes du livre.

### Alexandre le Grand

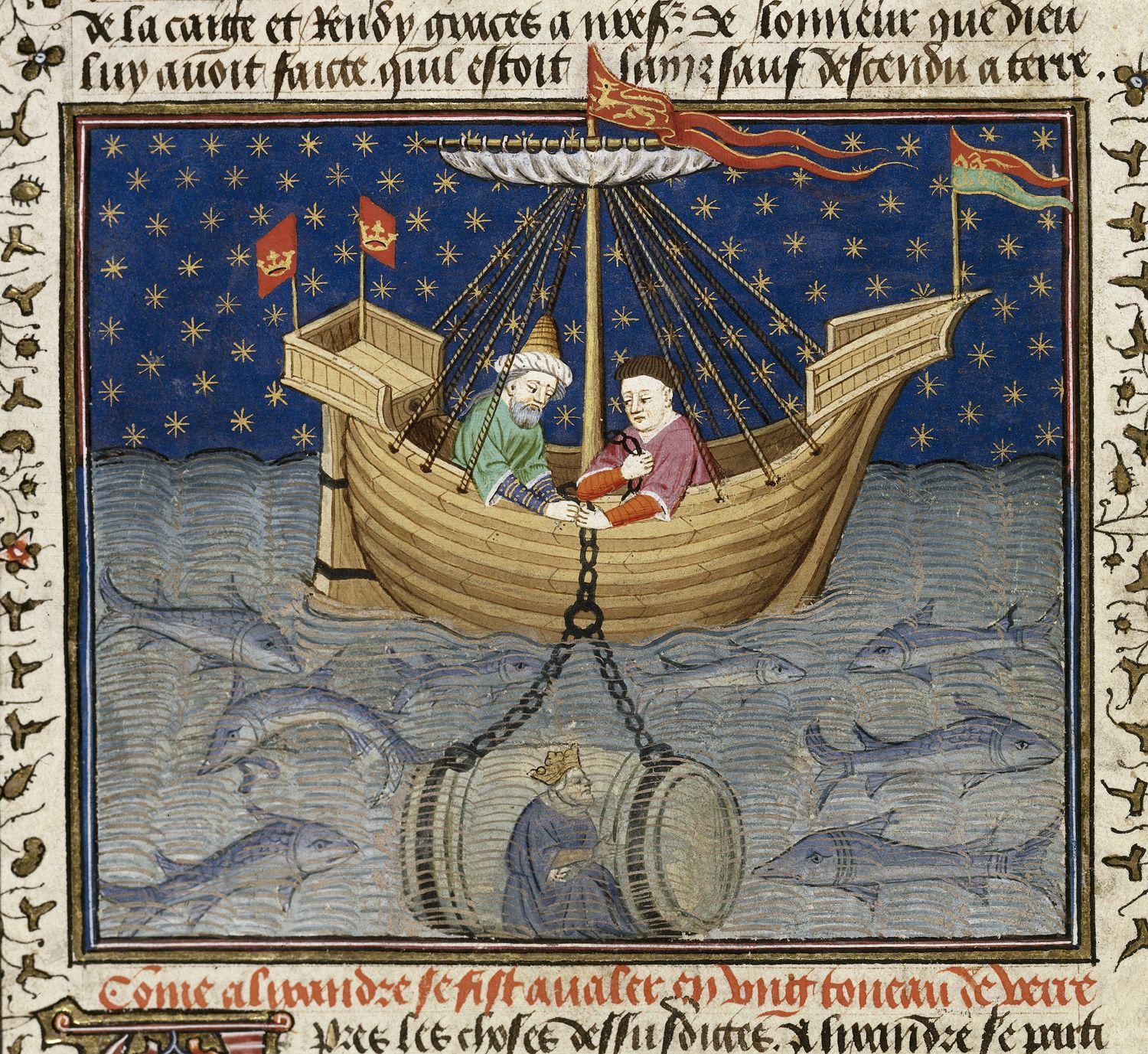
Alexandre dans un sous-marin.

La conquête de l'Empire perse par Alexandre est abondamment racontée (f.5-24v). Des détails concernant son éducation par Aristote, le meurtre de sa mère Olympias et la vie de ses successeurs sont également évoqués.

### Charlemagne

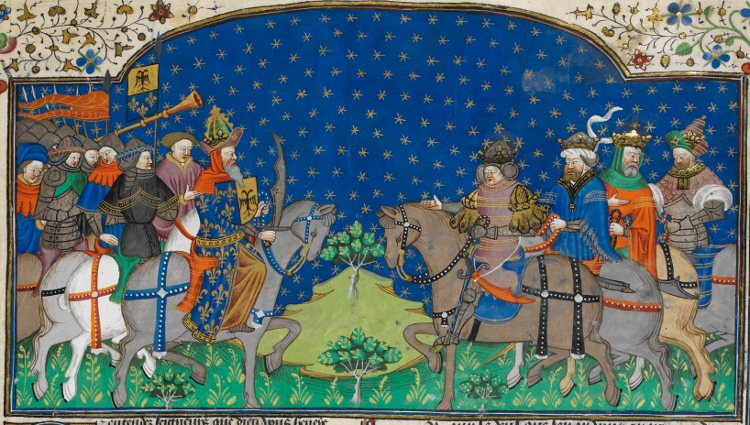
Charlemagne est salué par quatre rois.

Le manuscrit contient par ailleurs trois chansons de geste au sujet des campagnes victorieuses de Charlemagne en Italie contre les Lombards : Simon de Pouille, Aspremont, et Fierabras (f.25-85v). Les campagnes de Charlemagne contre les Sarrasins sont brièvement évoquées. Une anecdote révèle la fuite de quatre frères, qui redoutent la persécution de Charlemagne, en Terre Sainte sur le dos du cheval légendaire Bayard.

### Autres textes
D'autres textes de chansons de geste et de chevalerie sont également présents : Ogier de Danemarche (f.86-154v), Regnaut de Montauban et les Quatre fils Aymon (f.155-206), Pontus et Sidoine (f.207-226v), Guy de Warwick (f.227-265) et Heraud d'Ardenne (f.266v-272), la Chanson du Chevalier au Cygne (f.273-292), L'arbre de batailles (f.293-325v), le Livres du gouvernement des rois (f.327-361), Chroniques de Normandie (f.363-401), Breviaire des nobles d'Alain Chartier (f.403-404v), Les fais d'armes et de chevalerie de Christine de Pisan (f.405-438). Il s'achève sur les statuts de l'Ordre de la Jarretière (f.439-440v).

## Miniatures

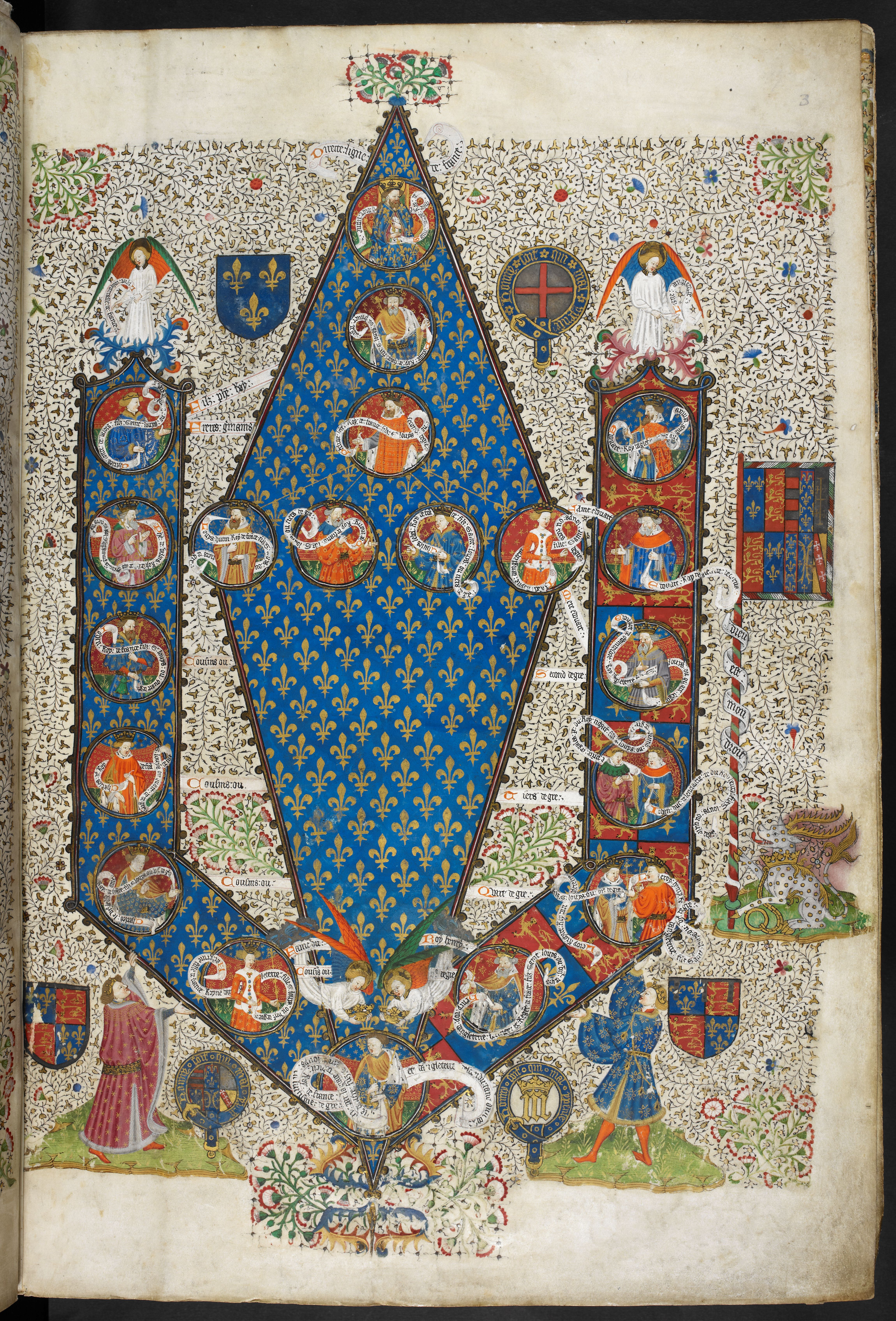
Arbre généalogique des descendants de Saint Louis, f3r

L'ouvrage est décoré de deux miniatures en pleine page, douze miniatures sur deux colonnes et 130 petites miniatures. Elles sont attribuées pour l'essentiel au Maître de Talbot qui doit son nom de convention à ce manuscrit. Il a été aidé par des collaborateurs pour la réalisation de sept miniatures par le Maître de la Légende dorée de Munich (dont la miniature à pleine page de Babylone, f.4v ; f.22a ; f.22b (haut et bas) ; f.22v a et b ; f.23v a), avec qui il a déjà collaboré à la peinture d'autres livres d'heures et qui a été formé comme lui au sein de l'atelier du Maître de Bedford. Le Maître de Hoo pourrait aussi avoir collaboré à la réalisation de 4 miniatures (f.21-24), ainsi qu'un autre artiste anonyme, suiveur du Maître de Bedford.
Le Livre de Shrewsbury est probablement plus connu pour les deux images qui ornent son frontispice. Sur la seconde page est représentée Marguerite d'Anjou vêtue d'une superbe robe rouge. Un noble, identifié comme John Talbot grâce au chien blanc, lui présente le Livre. L'arbre généalogique sur la première page montre la revendication d'Henri VI au trône de France en tant que descendant de Louis IX dit « Saint Louis » par son père Henri V et sa mère Catherine de Valois. L'arbre est soutenu à gauche par Humphrey de Lancastre, duc de Gloucester, l'oncle d'Henri VI et à droite par Richard Plantagenêt, duc de York, cousin d'Henri VI. Sur la droite sont représentés les rois d'Angleterre depuis Édouard II, aux côtés de son épouse Isabelle de France (fille de Philippe IV), jusqu'à Henri V. Sur la gauche sont représentés les rois de France de la Maison de Valois depuis le comte Charles de Valois (fils de Philippe III et père de Philippe VI) jusqu'à Charles VI et sa fille Catherine, épouse d'Henri V et mère d'Henri VI. Charles VII, fils de Charles VI et écarté de la succession en 1420 par le traité de Troyes, n'est évidemment pas représenté. Les deux familles royales sont réunies au-dessus d'Henri VI.